# 赫爾南多海灘 (佛羅里達州)
赫爾南多海灘（英語：Hernando Beach）是位於美國佛羅里達州赫爾南多縣的一個人口普查指定地區。

## 地理
赫爾南多海灘的座標為28°29′11″N 82°39′28″W / 28.48639°N 82.65778°W，而該地最高點為海拔高度1米（即3英尺）。

## 人口
根據2010年美國人口普查的數據，赫爾南多海灘的面積為10.50平方千米，當中陸地面積為9.10平方千米，而水域面積為1.40平方千米。當地共有人口2290人，而人口密度為每平方千米218人。